# Dionizy (Pantelić)
Dionizy, imię świeckie Dragan Pantelić (ur. 25 marca 1932 w Riđevšticy, zm. 3 czerwca 2023 w Monastyrze Lipovac) – serbski archimandryta prawosławny, teolog.

## Życiorys
Po ukończeniu średniej szkoły chemiczno-technicznej rozpoczął studia ekonomiczne, które przerwał, by w 1944 wstąpić do monasteru Divljana. W 1950 złożył w nim wieczyste śluby mnisze, w tym samym roku został wyświęcony na hieromnicha. Cztery lata później ukończył wyższe studia teologiczne na Uniwersytecie Belgradzkim. W 1970, po wyborze przełożonego monasteru Lipovac, został mianowany igumenem i przejął kierownictwo klasztorem.
W 25 maja 1974 został igumenem monasteru Lipovac do 12 lipca 2005.